# Love Again (Film)
Love Again ist eine US-amerikanische Liebeskomödie aus dem Jahr 2023 von James C. Strouse. Der Film ist ein Remake der deutschen Liebeskomödie SMS für Dich, die wiederum auf dem gleichnamigen Roman von Sofie Cramer basiert. Die Hauptrollen haben Priyanka Chopra Jonas, Sam Heughan und Céline Dion inne.
Der Film lief am 5. Mai 2023 in den US-amerikanische Kinos und am 6. Juli 2023 in den deutschen Kinos an.

## Handlung
Mira Ray hat den tragischen Tod ihres Verlobten nicht verarbeitet und schickt nach wie vor romantische Nachrichten an seine alte Nummer. Diese wurde mittlerweile aber an den Journalisten Rob Burns vergeben, der am anderen Ende der Stadt lebt. Auch Rob leidet an schwerem Liebeskummer, ist aber von der Ehrlichkeit und Verwundbarkeit dieser herzlichen bekenntnishaften Texte fasziniert. Als Rob den Auftrag erhält, ein Porträt über Megastar Céline Dion und ihren ersten Auftritt auf der großen Leinwand zu schreiben, bittet er diese um Hilfe. Gemeinsam versuchen sie herauszufinden, wie er Mira persönlich treffen und ihr Herz erobern kann.

## Hintergrund

### Produktion
Im April 2019 wurde durch James C. Strouse bekannt gegeben, dass er an einem Remake der deutschen Liebeskomödie SMS für Dich arbeite. Der Film soll unter dem Titel Text for You von Screen Gems produziert werden. Die Hauptrollen wurden im Oktober 2020 mit Priyanka Chopra Jonas, Sam Heughan und Céline Dion besetzt. Dion gibt mit diesem Film ihr Schauspieldebüt. Im darauffolgenden Monat stießen Russell Tovey, Steve Oram, Omid Djalili und weiterer zum Film dazu.
Die Dreharbeiten fanden zwischen Oktober 2020 und Januar 2021 statt. Gedreht wurde hauptsächlich in und um London und anschließend in den Vereinigten Staaten. Aufgrund der COVID-19-Pandemie drehte Dion ihre Szenen in Kanada und hatte somit nie persönlichen Kontakt mit ihren Schauspielpartnern Chopra Jonas und Heughan.
Im April 2022 wurde der Filmtitel von Text for You zu It's All Coming Back to Me, nach dem 1996 erschienenen Lied It's All Coming Back to Me Now von Celion Dion, umbenannt. Wenige Monate später erhielt der Film seinen schlussendlichen Titel Love Again.

### Musik
Parallel zum Film erschien am 12. Mai 2023 der gleichnamige Soundtrack. Dieser enthält fünf neue Songs von Céline Dion und sechs ihrer früheren Hits, darunter A New Day Has Come und That’s the Way It Is. Das titelgebende Lied Love Again erschien bereits am 13. April 2023. Die zweite Single I'll Be wurde am 5. Mai 2023 veröffentlicht.

### Veröffentlichung
Ursprünglich sollte der Film am 10. Februar 2023 veröffentlicht werden, wurde dann jedoch auf den 12. Mai 2023 verschoben. Letztlich wurde Love Again am 5. Mai 2023 veröffentlicht. In Deutschland erschien der Film am 6. Juli 2023.

## Synchronisation
Die deutschsprachige Synchronisation entstand unter dem Dialogbuch und der Dialogregie von Christian Schneider durch die Interopa Film GmbH in Berlin.
| Schauspieler          | Rollenname     | Synchronsprecher   |
| --------------------- | -------------- | ------------------ |
| Priyanka Chopra Jonas | Mira Ray       | Sonja Spuhl        |
| Sam Heughan           | Rob Burns      | Johannes Raspe     |
| Céline Dion           | Céline Dion    | Christin Marquitan |
| Russell Tovey         | Billy Brooks   | Henning Nöhren     |
| Celia Imrie           | Gina Valentine | Liane Rudolph      |
| Arinzé Kene           | John Wright    | Julien Haggège     |
| Omid Djalili          | Mohsen         | Sven Brieger       |
| Steve Oram            | Richard Hughes | Bernhard Völger    |

## Rezeption
Das Lexikon des internationalen Films vergibt zwei von fünf Sternen und urteilt, dass durch den Film nur „mäßiges Vergnügen“ entsteht, da die Geschichte „nur mühsam“ funktioniert.
Dem Rezensionsaggregator Rotten Tomatoes zufolge unterscheiden sich die Bewertungen der hauptberuflichen Filmkritiker deutlich von denen der Hobbykritiker. Letztere bewerten den Film zu 91 % positiv. Auf Metacritic hat es eine Punktzahl von 32 von 100 basierend auf 11 Kritiken, was auf „ungenügende Bewertungen“ hinweist.
Sidney Schering von Filmstarts findet, dass der Film „eine Spur unpersönlicher“ sei als der Originalfilm von Karoline Herfurth. Céline Dion wurde von dem Autor gelobt, da diese „eine liebenswert-großspurige“ Kupplerin darstelle.
Die weltweiten Einnahmen aus Kinovorführungen belaufen sich auf 12,70 Millionen US-Dollar, von denen der Film allein 6,2 Millionen im nordamerikanischen Raum erwirtschaften konnte.